# Dogmatică

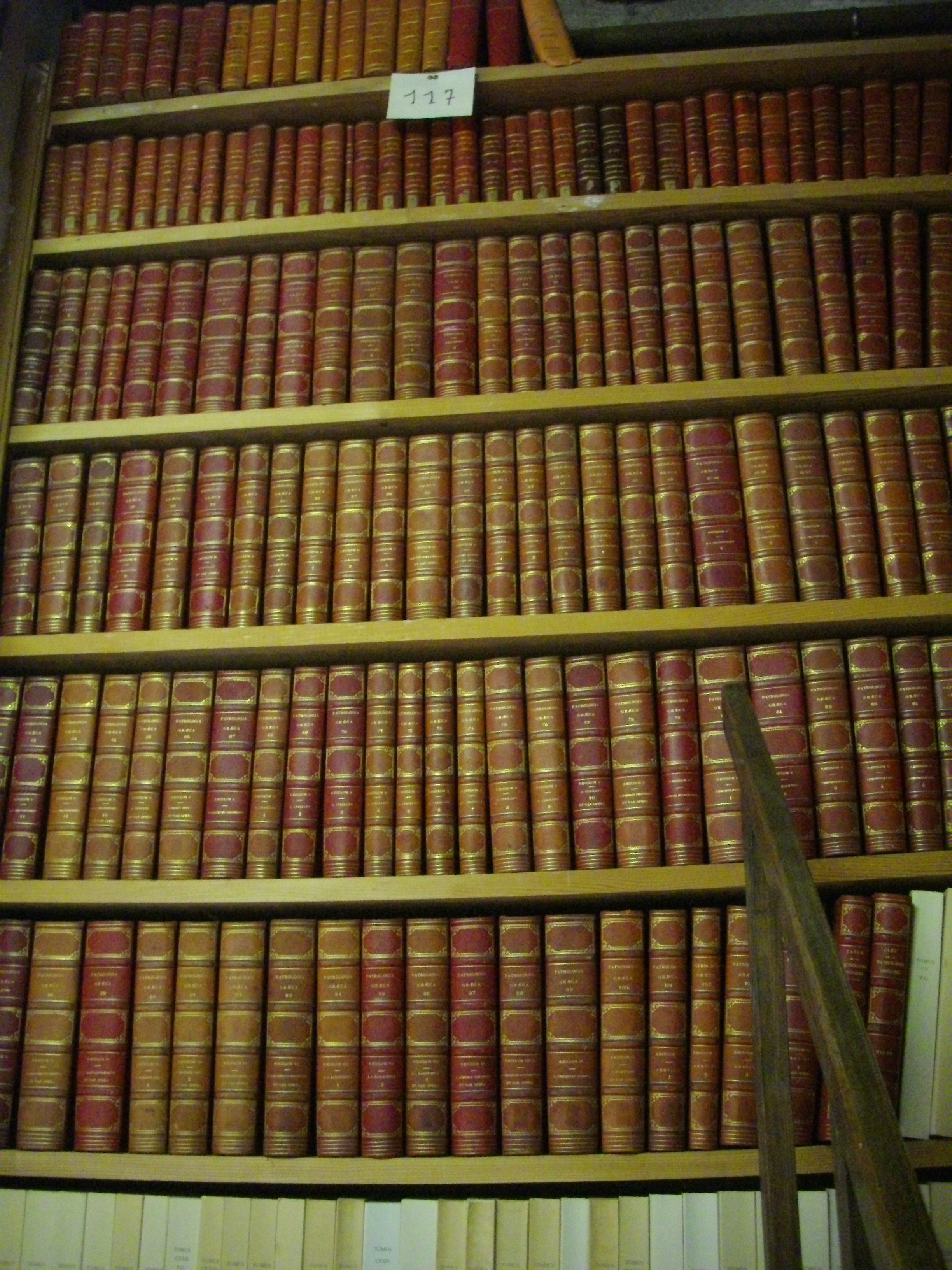
Scrieri ale Părinților Bisericii, biblioteca diecezană din Orléans

Dogmatica (din greacă δόγμα, dogma, „credință”, „părere”, derivat din δοκέω, dokeo, „a crede”, înrudit cu termenul latin docēre, „a învăța pe alții”) este disciplina teologică care tratează conținutul credinței. Începând cu secolul al XIX-lea adjectivul „dogmatic” a dobândit o conotație peiorativă, cu sensul de „mărginit, îngust, steril.” Conform lui Immanuel Kant gândirea dogmatică încearcă să se sustragă criticii rațiunii pure, crezând în mod naiv că ar putea proceda fără aceasta.
În sens restrâns, dogmatica expune metodic și interpretează sistematic învățăturile cuprinse în credința apostolică și ecumenică, pornind de la originea lor biblică și dezvoltarea lor istorică, precum și influența pe care o au asupra diverselor aspecte ale vieții. Interdependența dintre dogmatică și spiritualitate se concretizează în viața morală și socială a creștinilor ca evlavie și pietate⁠(en)[traduceți] (cf. Evr. 12, 28).

## Subdiscipline
- Cristologia, conținutul credinței în Isus Cristos;
- Ecleziologia, conținutul credinței despre Biserică;
- Teologia tainelor, conținutul credinței legate de Sfintele Taine;
- Escatologia, conținutul credinței despre viața de după moarte;
- Soteriologia, tratatul despre salvare;
- Etc.

## Crezurile apostolice
Crezurile formulate de sinoadele ecumenice au sintetizat învățătura fundamentală a Bisericii. Crezul este reînnoit personal, ca parte din taina spovedaniei, și este repetat la liturghie înainte de cuminecătură. Înainte de hirotonire, episcopul este ținut să rostească crezul apostolic sau pe cel niceeano-constantinopolitan în public. Fără aceste crezuri convingerea religioasă a creștinului, precum și identitatea comunitară a Bisericii nu ar putea exista și nu ar putea fi recunoscute din afară.
Dogma se pretinde a fi forma conceptuală a unui adevăr revelat atemporal, atestat direct de Sfânta Scriptură, confirmat de tradiția apostolilor (para-dosis), receptat în mărturisirea, în cultul și în disciplina Bisericii. Înainte de orice, credința are un caracter biblic, deoarece ar fi ecoul cuvântului lui Dumnezeu, despre care ar da mărturie unică Biblia. Doctrina se pretinde drept concretizarea simbolică, în afirmații, în concepte, în simboluri, a mesajului biblic (gr. kerygma). Doctrina creștină este, în mod esențial, doctrina Sfintei Scripturi, întrucât exegeza, explicarea și formularea ei simbolică ar face parte din configurația textului biblic, de origine.
Din această cauză, dogma ar avea un caracter stabil, adică se pretinde consecventă cu credința apostolică - din care fac parte evangheliile sinoptice, credință la care în mod ritual se pretinde că nu se adaugă și nu se scade. Dogmatica se referă mereu la revelația divină considerată infailibilă și atemporală. Ea nu ar descoperi deci adevărul prin metoda hermeneutică, un adevăr pe care nu-l cunoaște și nu este revelat. Ea s-ar referi la adevărul deja dat, revelat, ne-ascuns, pretins adevărat (de la lat. verum, cf. F.A. 12,9), pe care-1 protejează, explică, dezvoltă, fiind un adevăr infinit, absolut (In. 14,6: Efes.4,21). Dogmatica se pretinde permanent consecventă cu Biblia: „Nimeni să nu întoarcă cuvintele Domnului spre păreri proprii" (Policarp al Smirnei, Către Filipeni, 7.1). Irineu de Lyon (+ 202) insistă ca Biserica să păstreze doctrina care s-a predat de la început în unitatea și în integritatea ei catolică, globală (Adv. Haer. I,cap. 2). Sf. Atanasie cel Mare spune: „tradiția de la început și învățătura de credință a Bisericii universale (catolice) pe care a dat-o Domnul, apostolii au propovăduit-o, iar Părinții au păstrat-o. Pe ea s-a întemeiat Biserica” (Către Serapion, l XXVIII. pag. 58).
Cercetătorii religiei nu sunt însă de acord cu aceste aserțiuni, care se dovedesc atât apologetice cât și false din punct de vedere empiric:
„Ca rezultat al acestor cercetări, azi este recunoscut pe larg că proto-ortodoxia a fost pur și simplu una din multele interpretări concurente ale creștinismului din biserica timpurie. Nu era nicicum o interpretare de la sine înțeleasă și nici o viziune care ar proveni de la apostoli. Apostolii, de exemplu, nu i-au învățat pe alții Crezul de la Niceea și nici măcar ceva comparabil cu acest crez. Într-adevăr, pe atât cât putem cunoaște trecutul, creștinismul era din cale-afară de divers în exprimările sale teologice.”—Bart D. Ehrman, Lost Christianities: The Battle for Scripture and the Faiths We Never Knew
Dogma are și un caracter eclezial sau ecleziologic, deoarece dezvoltarea autentică, formularea validă a adevărului biblic pretins infailibil, infinit, în fața conceptelor și expresiilor umane, s-ar face prin lucrarea Duhului Sfânt, care, de la Cincizecime, i-ar fi adunat pe cei care cred în Hristos în jurul evangheliei, constituind, astfel, ekklesia, trupul lui Hristos în istorie (Rom. 16; 16; Efes. 1, 22). Ca succesori ai misiunii apostolice, episcopii se revendică drept garanții și depozitarii tradiției (Irineu). Autoritatea episcopilor și a sinodului lor ar decurge din pretinsa infailibilitate a apostolilor, martori direcți ai lui Hristos. Dar întreaga Biserică se consideră zidită pe temelia apostolilor, de aceea Biserica ar avea facultatea harismatică de a discerne teologia personală, arbitrară, de cuvintele apostolilor, dogmele ortodoxe valide, de doctrinele false. Tocmai de aceea, conștiința dogmatică a Bisericii, exprimată în cărți de cult, în practica de cult și în cea liturgică, în experiența spirituală a sfinților, își atribuie o mare valoare doctrinară.
Într-adevăr, Biserica, care se pretinde stâlpul și temelia adevărului (I Tim. 3,16), care ar fi inspirată de Duhul Sfânt, Duhul lui Hristos, este aceea care ar fi reținut ceea ce este obligatoriu pentru mărturisirea de credință (omologhia) personală, în vederea primirii botezului, euharistiei și hirotoniei. Prin pretinsa mărturie a Duhului adevărului (In. 3.16), ea se revendică drept călăuzită să exprime constant adevărul, care ar fi Iisus Hristos. În același timp, cum acest adevăr nu este un depositum static. Biserica redescoperă sensul actual al doctrinei printr-o ermeneutică teologică a tradiției, sub iluminarea Duhului Sfânt în vocabularul teologiei latine. Biserica este norma normans, iar mărturisirea de credință este norma normata, cu alte cuvinte, dogmatica are limitele ei recunoscute de conștiința teologică a Bisericii.
Făcând aceasta, Biserica ortodoxă nu s-ar constitui ca un magisteriu independent, căci ar transmite și redescoperi cuvântul lui Dumnezeu mărturisit în Biblie. Ea nu ar crea un strat aparte, un alt depozit care se-ar alătura Sfintei Scripturi, o creație dogmatică ce s-ar suprapune Bibliei. Pe de o parte, Biserica lasă tradiția deschisă pentru dezvoltare dogmatică constantă, pentru inteligența (synesis-intellectus) spirituală și plenară a revelației (Col. 1,9; 2, 2), pentru reflexia teologică și contribuția acesteia în ce privește metodele de cunoaștere (epistemologia) și vocabularul teologic. Evoluția dogmaticii nu ar trebui înăbușită, pentru că se consideră că nu orice accent nou este o inovație. Receptarea tradiției prin enculturație sau contextualizare face parte din definiția acesteia. Pe de altă parte, conștiința Bisericii care se cristalizează în tradiția validă devine un criteriu de a scruta dezvoltarea teologică ulterioară a dogmelor. Biserica ar putea deci schimba și dezice erorile și neclaritățile ascunse într-o formulare nouă. Ea trebuie să decenzureze limbajul dogmatic codat, automatismele, care pot să ducă la devieri. Biserica scrutează continuu regularizarea teologico - dogmatică a receptării. Cu alte cuvinte. Biserica redescoperă sensul actual al doctrinei printr-o ermeneutică teologică a tradiției, sub pretinsa iluminare a Duhului Sfânt.
Dogmatica ar presupune, de fapt, o dublă operație teologică: inductivă și deductivă, deoarece adevărul revelat nu se revendică drept rezultatul cercetărilor, ci ar fi primit în mărturia inspirată și deci pretins infailibilă a profeților, a apostolilor și a evangheliștilor. Dogmatica ar proteja autoritatea proprie a acestei mărturii având certitudinea adevărurilor prin experiența credinței, în mod necondiționat de demonstrația rațională. Sf. Atanasie spune că. într-adevăr creștinismul nu se predă prin „dovedirea raționamentelor. ci prin credință și prin cugetarea religioasă unită cu evlavia" (Către Serapion, Epist. 1,20).
Cealaltă operație teologică rezidă în a „deduce" sensuri și concluzii noi ale adevărului infinit, tot prin pretinsa inspirație a Duhului Sfânt, care ar conduce la tot adevărul (In. 14, 26). Respectând autoritatea mărturiei scrise a revelației, teologia ar „transcende" prin meditație critică forma acestei mărturii. Profeții, apostolii, evangheliștii, pe de o parte, teologii Părinții Bisericii, pe de altă parte, ar avea una și aceeași experiență a lui Hristos - adevărul lui Dumnezeu. În fond, și unii și alții pretind că sunt învățați de la Dumnezeu, și nu ei învață despre Dumnezeu (1 In. 2,27).

## Istoria dogmaticii
Există o istorie a dogmaticii, care a fost determinată de mai mulți factori:
- nevoia Bisericii de a rezuma credința creștină într-un crez sau într-un simbol simplu, ce trebuia să fie reținut și mărturisit de candidații la botez; în acest scop, Chiril al Ierusalimului a scris Catehezele mistagogice (348); ele servesc departajării taberei proto-ortodoxe de alte tabere ale creștinismului primar; Crezul de la Niceea este lipsit de conținut în lipsa cunoașterii dogmelor acestor tabere, conform lui Ehrman menționarea unui singur Dumnezeu servind la departajarea de alți creștini care credeau în 2, 12, 36 sau 365 de Dumnezei;
- nevoia de a explica, în consens cu Biblia și cu tradiția, adevărurile de credință contestate sau rău formulate de unii creștini (eretici) sau de necreștini; printre primele erezii, se află docetismul, care nega întruparea reală, istorică a Fiului lui Dumnezeu și gnosticismul, care nega cunoașterea revelației și tradiția publică;
- nevoia de a fundamenta hotărârile Sinoadelor ecumenice cu referire la ereziile trinitare și hristologice: în această privință, un rol important l-au avut Părinții capadocieni: Grigore de Nyssa (Catehezele), Grigore de Nazianz (Cuvântările teologice), Vasile cel Mare (Despre Duhul Sfânt);
- nevoia de a sistematiza revelația creștină în ansamblul ei; de pildă, Origen (în Despre principii) care dezvoltă conceptul despre creația eternă a lumii, fără început și fără sfârșit, consecință a atotputerniciei divine, și cel despre restaurarea (apocatastaza) tuturor la sfârșitul lumii, prin pocăință, inclusiv îndreptarea diavolului. Origen exclude eternitatea pedepselor;
- în procesul de enculturație sau de contextualizare, teologia a fost solicitată să caute sensul actual al doctrinei, contactul cu societatea secularizată, examinând critic continuitatea/discontinuitatea tradiției (...).